# AASM
Armement air-sol modulaire (скор. AASM, A2SM або HAMMER) — родина французьких високоточних боєприпасів, розроблених Safran Electronics & Defense. AASM є комплектом, що приєднується до некерованої бомби та перетворює її на керовану з дальністю понад 70 км. Модульність передбачає можливість інтеграції різних блоків наведення та різних бомб.
Базова версія складається із носового модуля з системою наведення та хвостового модуля з оперенням і ракетним прискорювачем, якими оснащують 250-кілограмову бомбу. Система наведення складається з інерційної системи та GPS. Інші варіанти можуть мати інфрачервоне або лазерне наведення для підвищення точності. Існують також версії зі 125, 500 і 1000-кілограмовими боєголовками.
AASM надійшли на озброєння французьких ПКС та ВМС у 2007 році, оснащуючи Dassault Rafale і Mirage 2000.
З березня 2024 року активно використовуються силами ПС ЗСУ для відбиття російської агресії. 

## Розробка
Програма почалася в 1997 році, коли Délégation Générale pour l'Armement (DGA), французьке агентство з оборонних закупівель, оголосила міжнародний конкурс на розробку цієї зброї. У 2000 році було укладено контракт з компанією SAGEM (яка стала частиною Safran до завершення розробки) на поставку першої партії бомбових комплектів AASM GPS/INS, які, як очікувалося, мали бути поставлені у 2004 році, а вже наступного року надійдуть на озброєння.

### Перевірка
Випробувальна кампанія з перевірки в умовах польоту основних характеристик цього варіанту AASM розпочалася 6 грудня 2004 року і завершилася 26 липня 2005 року. Ця кампанія продемонструвала відмінні результати, але водночас показала необхідність зміни деяких аеродинамічних характеристик зброї. Щоб компенсувати затримки з постачанням AASM, у 2008 році Франція замовила дворежимні (з лазерним і GPS/INS-наведенням) комплекти GBU-49 Enhanced Paveway II (з лазерним і GPS/INS наведенням) для інтеграції з винищувачами-бомбардувальниками Mirage 2000D і Rafale. Версія з GPS/INS та інфрачервоним наведенням завершила кваліфікаційні випробування 9 липня 2008 року після трьох пусків на ракетному полігоні DGA в Біскароссі. Ця 250-кілограмова ІЧ-версія здійснила нічний пуск з винищувача-бомбардувальника Rafale на випробувальному полігоні DGA в Біскароссі в грудні 2010 року.
За даними Safran Electronics & Defense, зброя була запущена на відстані понад 50 км від цілі, яка була вражена з точністю до одного метра. Версія вагою 125 кг була успішно випробувана 27 січня 2009 року, а варіант з лазерним наведенням був вперше запущений в повітря 17 червня 2010 року.

### Вартість
Згідно з даними Комітету з присудження премії з виробництва озброєнь (фр. Comité des Prix de Revient des fabrications d'Armement) французького сенату, на які посилається щоденна газета La Tribune, загальна вартість програми AASM, включно з витратами на розробку і постачання 2348 комплектів, становить €846 млн. Виходячи з цього, вартість однієї одиниці озброєння становить 300 000$ або у дванадцять разів більше, ніж вартість аналогічної американської JDAM, хоча остання виробляється в набагато більших кількостях (~250 000 комплектів), і було б розумно очікувати різкого зниження ціни на французькі боєприпаси, якщо будуть підписані більші контракти й досягнута економія на масштабах виробництва.
В оборонному бюджеті на 2012 рік, представленому сенату, повідомлялося, що проєкт коштував €592,2 млн (~ $800 млн), при цьому вартість одиниці продукції становила €164 000, або €252 000 з урахуванням витрат на розробку.

## Варіанти
AASM поставляється в декількох варіантах відповідно до його розміру і типу використовуваного наведення.
- Нинішня модель оснащена 250-кілограмовою бомбою з носовою головкою наведення і комплектом розширення радіусу дії, що містить ракетний прискорювач і збільшене оперення. Існує також 125-кілограмова бомба, вперше випробувана у 2009 році, наприкінці 2022 року DGA оголосило про сертифікацію версії вагою 1000 кг[14].
- Що стосується навігації, то базова версія поєднує дані з приймача глобальної системи позиціонування (GPS) та блоку інерціальної навігаційної системи (INS) за допомогою фільтру Калмана, досягаючи кругового імовірного відхилення (КІВ) у 10 метрів. Цей «декаметровий» всепогодний варіант доповнюється «метричним» всепогодним варіантом, що працює вдень і вночі, який додає інфрачервоне самонаведення, яке зіставляє область цілі з моделлю цілі, що зберігається в його пам'яті, для досягнення 1 метра КІВ.
- Третя версія використовує лазерне наведення замість інфрачервоного, що дозволяє більш точно вражати рухомі цілі[15]. Вона була сертифікована у квітні 2013 року[16].

У жовтні 2010 року ці версії отримали літерно-цифрові позначення: версія INS/GPS стала SBU-38 (англ. Smart Bomb Unit — керована авіаційна бомба), версія INS/GPS/IIR стала SBU-54 і версія INS/GPS/SALH стала SBU-64; система в цілому була перейменована на Hammer, щоб зробити її більш привабливою для експортних клієнтів.

## Бойове застосування
Перше замовлення на AASM було розміщене DGA у 2000 році на загальну кількість 744 одиниці; поставки розпочалися у 2007 році після дворічної затримки у розробці. У 2009 році було розміщено друге замовлення на 680 одиниць, а до кінця того ж року було поставлено 334 одиниці.

### Афганістан
Бойовий дебют AASM відбувся 20 квітня 2008 року під час війни в Афганістані, коли винищувач Rafale скинув дві бомби з метою підтримки наземних військ.

### Лівія
24 березня 2011 року було повідомлено, що бомба AASM, скинута з літака Dassault Rafale, була використана для знищення легкого штурмовика/тренувального літака ПС Лівії G-2 Galeb, першого лівійського військового літака, який порушив безпольотну зону під час громадянської війни в Лівії 2011 року, на злітно-посадковій смузі одразу після того, як літак приземлився в аеропорті Місурата.
6 квітня 2011 року повідомлялося, що бомба AASM, скинута з літака Dassault Rafale, була використана для знищення лівійського танка на відстані 55 км.
У Лівії скинуто 225 бомб AASM.
«Зброя AASM, яку також називають Hammer, вразила під час сьогоднішньої кампанії. Включаючи комплект точного наведення і силову установку, конструкція з часом буде доступна для використання зі стандартними бомбами вагою від 125 кг до 1000 кг, хоча наразі на озброєнні є лише 250-кілограмова версія. Sagem заявляє про дальність польоту понад 32 морські милі (59 км) з великої висоти або 8 морських миль (15 км) з низької. Пуски також можуть здійснюватись під кутом нахилу від осі до 90°, а за один прохід і одним натисканням на спусковий гачок можна випустити до шести боєприпасів по окремім цілям». І «Лівія є першою можливістю для французьких Повітряних і космічних сил застосувати систему Thales Damocles, хоча Військово морські сили дебютували з цією системою над Афганістаном ще наприкінці 2010 року».

### Індія
Згідно з повідомленням Hindustan Times, Індія розмістила замовлення на «велику кількість» Hammer у вересні 2020 року, і поставки будуть завершені до кінця листопада 2020 року. У повідомленні додається, що французькі Повітряно-космічні сили передадуть Індії частину своїх запасів Hammer, щоб забезпечити невідкладні постачання.
Індія почала процес інтеграції ракети Hammer у свій винищувач Tejas.
Повітряні сили Індії застосували винищувачі Rafale, озброєні високоточними бомбами AASM Hammer, під час ударів між Індією та Пакистаном 7 травня 2025 року рано вранці.

### Україна
Про перше бойове застосування стало відомо 3 березня 2024 року. Повітряні сили ЗСУ застосували AASM-250 проти російських військових на Авдіївському коксохімічному заводі.
У червні 2024 року було показано тактику застосування МіГ-29 з AASM для завдання удару по Бєлгородській області. Літак, летячи на гранично низькій висоті для мінімізації ризику ураження російською ППО, здійснив кабрування, в процесі його виконання запустив дві бомби та одразу повернувся на наднизьку висоту. Така тактика можлива завдяки твердопаливним прискорювачам AASM.
3 листопада 2024 року на запорізькому напрямку авіація Повітряних сил Збройних Сил України знищила позицію російського зовнішнього екіпажу безпілотних літальних апаратів авіабомбою AASM. Бомбового ураження завдав винищувач МіГ-29 зі складу 40-ї бригади тактичної авіації Повітряного командування «Центр».
10 грудня 2024 року авіація Повітряних сил Збройних Сил України завдала бомбового удару по скупченню російських окупантів у Бахмуті на Донеччині. Ураження завдали за допомогою двох французьких авіабомб AASM з українського винищувача МіГ-29 40-ї бригади тактичної авіації.
10 лютого 2025 року за допомогою високоточних авіабомб AASM знищили групу російської піхоти на Херсонщині. Розвідувальний дрон зафіксував переміщення російської піхоти та передав цілевказання для удару двома французькими авіабомбами AASM. 10 російських військовослужбовців укривалися в тунелі під автотрасою, проте бомби влучили прямо в один із входів, позбавивши противника шансів на виживання. Удар було завдано в населеному пункті Олешки.
25 лютого 2025 року винищувач МіГ-29 із 40-ї бригади тактичної авіації «Привид Києва» завдав високоточного бомбового удару по прикордонному пункту пропуску «Троебортное» у Брянській області. Припускається, що було застосовано дві авіабомби AASM.
10 березня 2025 року авіація ПС ЗСУ завдала удару по скупченню російської піхоти у населеному пункті Тьоткіно (Курська область). Удар завдав винищувач МіГ-29, для ураження ворожої піхоти застосували високоточні авіабомби AASM (Hammer).
5 квітня 2025 року Українські Повітряні сили завдали високоточного удару авіабомбами AASM HAMMER по місцю скупчення російських штурмовиків у селі Гуєво (Курська область). Удар завдав винищувач МіГ-29.
9 квітня 2025 року МіГ-29 ПС ЗСУ завдав бомбового удару по російському пункту пропуску «Погар» у Брянській області. Для удару по будівлі з особовим складом супротивника застосували дві французькі високоточні авіабомби AASM HAMMER.
28 квітня 2025 року МіГ-29 Повітряних сил Збройних Сил України розбомбив російський пункт управління та запуску FPV дронів на південному напрямку. Удар по ПУ був завданий двома французькими високоточними авіабомбами AASM HAMMER.
23 травня 2025 року авіація ПС ЗСУ завдала удару по будинку з російськими військовими на Курщині, у селі Глушково. Для удару використали винищувач МіГ-29, оснащений високоточною авіабомбою AASM Hammer.
1 червня 2025 року МіГ-29 ПС ЗСУ завдав бомбового удару по російському КП високоточною бомбою AASM HAMMER в селищі Інженерне Запорізької області. В результаті високоточної атаки були знищені зовнішні пілоти дронів, які перебували в КП.
8 червня 2025 року авіація ПС ЗСУ завдала високоточного удару по скупченню ворожої піхоти й складу боєприпасів на південному напрямку. Для удару використали винищувач МіГ-29, оснащений високоточною авіабомбою AASM Hammer.
18 червня 2025 року українська тактична авіація завдала бомбового удару по скупченню живої сили противника в селищі Козинка на території Бєлгородської області. Для знищення російської піхоти, яка перебувала у будівлі, використали винищувач МіГ-29, озброєний двома високоточними авіабомбами AASM Hammer.
24 липня 2025 року українська тактична авіація завдала бомбового удару по об’єкту ФСБ Росії на території Брянської області, поблизу селища Біла Берізка. Для ураження будівлі російської прикордонної застави застосували дві високоточні авіабомби AASM HAMMER.
18 серпня 2025 року авіація ПС ЗСУ завдала удару по позиціях противника в населеному пункті Тьоткіно на Курщині. Для ураження російської піхоти, яка засіла у підвалі місцевого навчального закладу застосували французьку високоточну авіабомбу AASM HAMMER.

## Оператори

Оператори AASM позначені синім

### Поточні оператори
- Франція
- Єгипет[45]
- Індія[25]
- Марокко[46]
- Катар[47]
- Україна[29]

### Україна
Про надання цих бомб у рамках МТД для відбиття російського вторгнення президент Франції Емманюель Макрон повідомив у січні 2024 року разом з анонсом щодо додаткових ракет SCALP EG. За словами міністра оборони Себастіана Лекорню, для цих ракет було адаптовано українські МіГ-29 та Су-24, Су-27, але надання літаків Mirage 2000D зробило б застосування ефективнішим. Надання цих літаків уже було предметом обговорень і не виключене в майбутньому.
10 червня 2024 року штурмовики Су-25 Повітряних Сил ЗСУ адаптували для застосування високоточних французьких авіабомб AASM HAMMER. Про це розповів начальник авіації командування ПС ЗСУ Сергій Голубцов в інтерв’ю «Донбас. Реалії».
12 листопада 2024 року у Комітеті з оборони Національної асамблеї Франції повідомили, що до кінця 2024 року Франція доставить в Україну 600 високоточних авіаційних бомб AASM. Авіабомби будуть взяті зі складів, а не нового виробництва.